# Sanoker Königsschloss
Das Sanoker Königsschloss (polnisch Zamek Królewski w Sanoku) befindet sich im Stadtzentrum von Sanok, nur 100 m vom Marktplatz entfernt, an der Zamkowagasse 1 am Schloss-Hochufer des San. Die in der Mitte des 16. Jahrhunderts zu einem Renaissanceschloss umgebaute ehemalige Holzburg beherbergt heute das historische Museum der Stadt. Es ist die bedeutendste Sehenswürdigkeit von Sanok.
1150 wurde der Ort erstmals schriftlich erwähnt, doch erst 1339 bekam er von Georg II. das Stadtrecht.
Am 2. Mai 1417 heiratete der polnische König Władysław II. Jagiełło in der Pfarrkirche von Sanok Elisabeth von Pilitza. Nach dem Tod Wladyslaws 1434 zog sich seine letzte Frau Sophie Holszańska auf die Burg Sanok zurück. 1523–1548 erfolgte der Umbau der gotischen Burg im Stil der Renaissance. 1549 suchte erneut ein Brand die Stadt heim. 1566 brach ein großer Brand aus und legte schließlich fast die gesamte Stadt in Schutt und Asche.

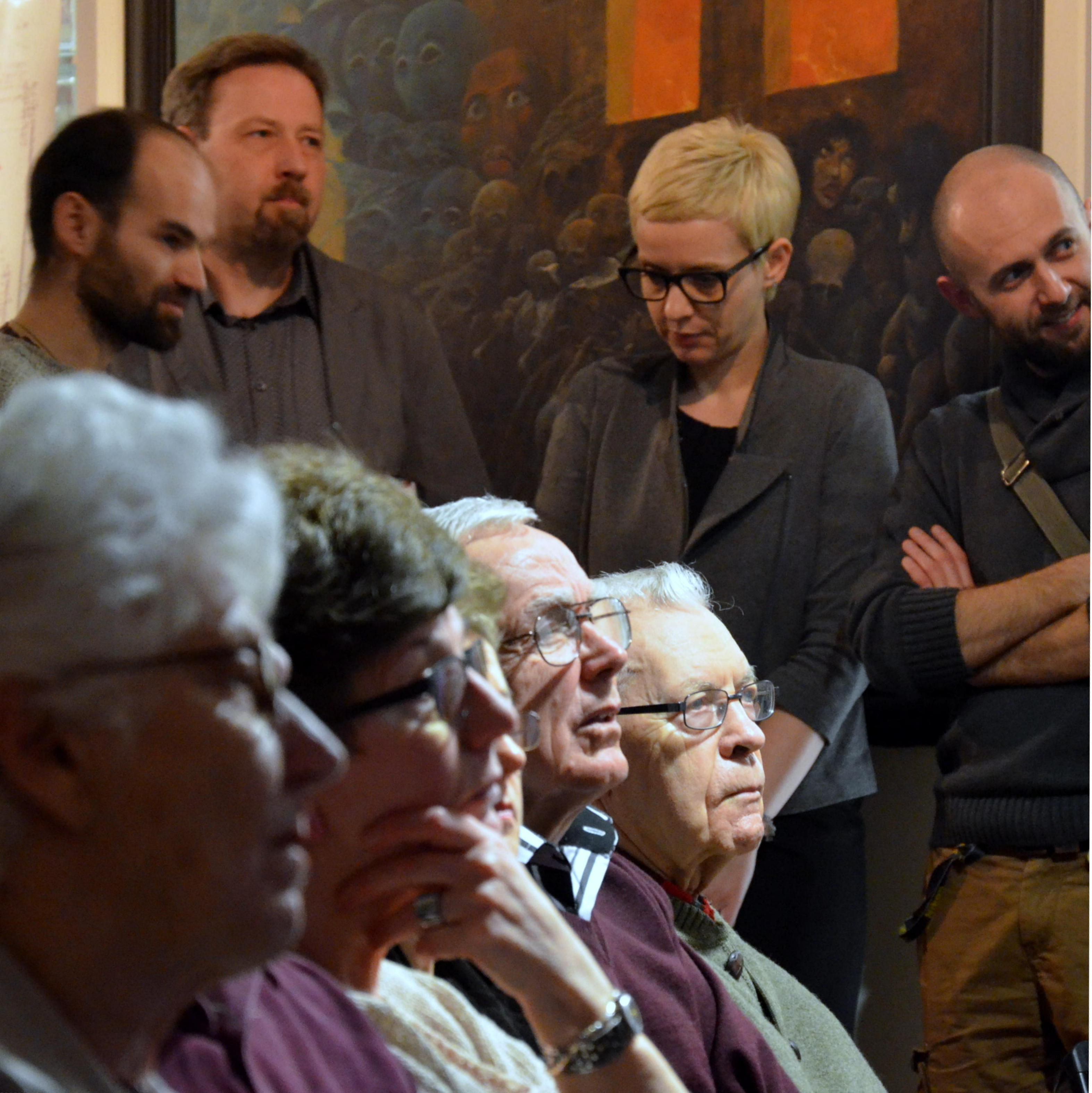
Magdalena Grzebałkowska bei der Vernissage des Buches „Beksińscy“. (2014)
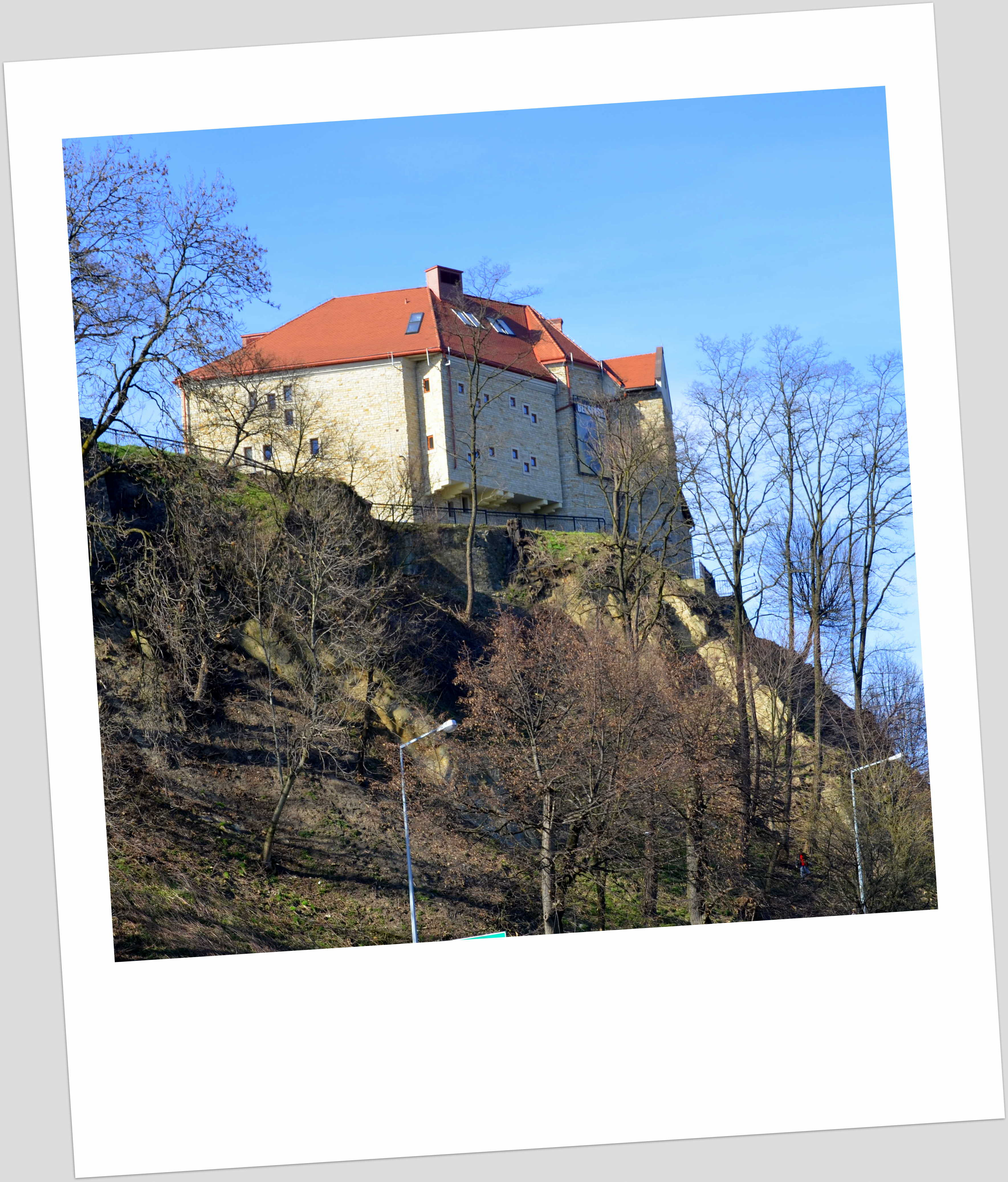
Sanoker Königsschloss. Galerie für Kunst von Zdzislaw Beksinski (Süd-West-Seite)

## Historisches Museum in Sanok
Auf mehreren Etagen wird eine Ikonensammlung gezeigt, im obersten Stock sind Werke des aus Sanok gebürtigen zeitgenössischen Künstlers Zdzisław Beksiński ausgestellt. Sein ganzes künstlerisches Werk vermachte Zdzisław Beksiński testamentarisch dem Historischen Museum in Sanok, dem er schon zu seinen Lebzeiten etwa 300 Werke übergeben hatte. Nach dem Tod des Künstlers erhielt das Museum etwa 20 seiner letzten Gemälde, etwa tausend Fotos und Grafiken sowie auch sein ganzes Vermögen: Wohnungen, Bankanlagen, Computergeräte. Die Sammlungen des Museums vergrößerten sich auch um multimediale Aufnahmen, Briefe oder Filme, die das Familienleben des Schöpfers dokumentieren. Das Museum besitzt gegenwärtig die größte Sammlung der Werke des Künstlers, die ein paar tausend Bilder, Reliefs, Skulpturen, Zeichnungen, Grafiken und Fotografien umfasst.
Im 2010 wurde die Zdzisław Beksinski Galerie für moderne Kunst in Sanok vom polnischen Minister für Regionalentwicklung gegründet.  Die Galerie ist das einzige dieser Art in Europa und wurde als erstes in der Welt am 19. Mai 2012 eröffnet.
Interessant ist die Ikonensammlung im Schloss von Sanok, alle Ikonen, welche vom 14. bis zum 20. Jahrhundert in Südostpolen entstanden sind, sowie das Freilichtmuseum im Stadtteil Biała-Góra, das die einzige ruthenische Ikonensammlung in Polen – sie ist nach Sankt Petersburg und Kiew die größte Sammlung – besitzt.

## Galerie

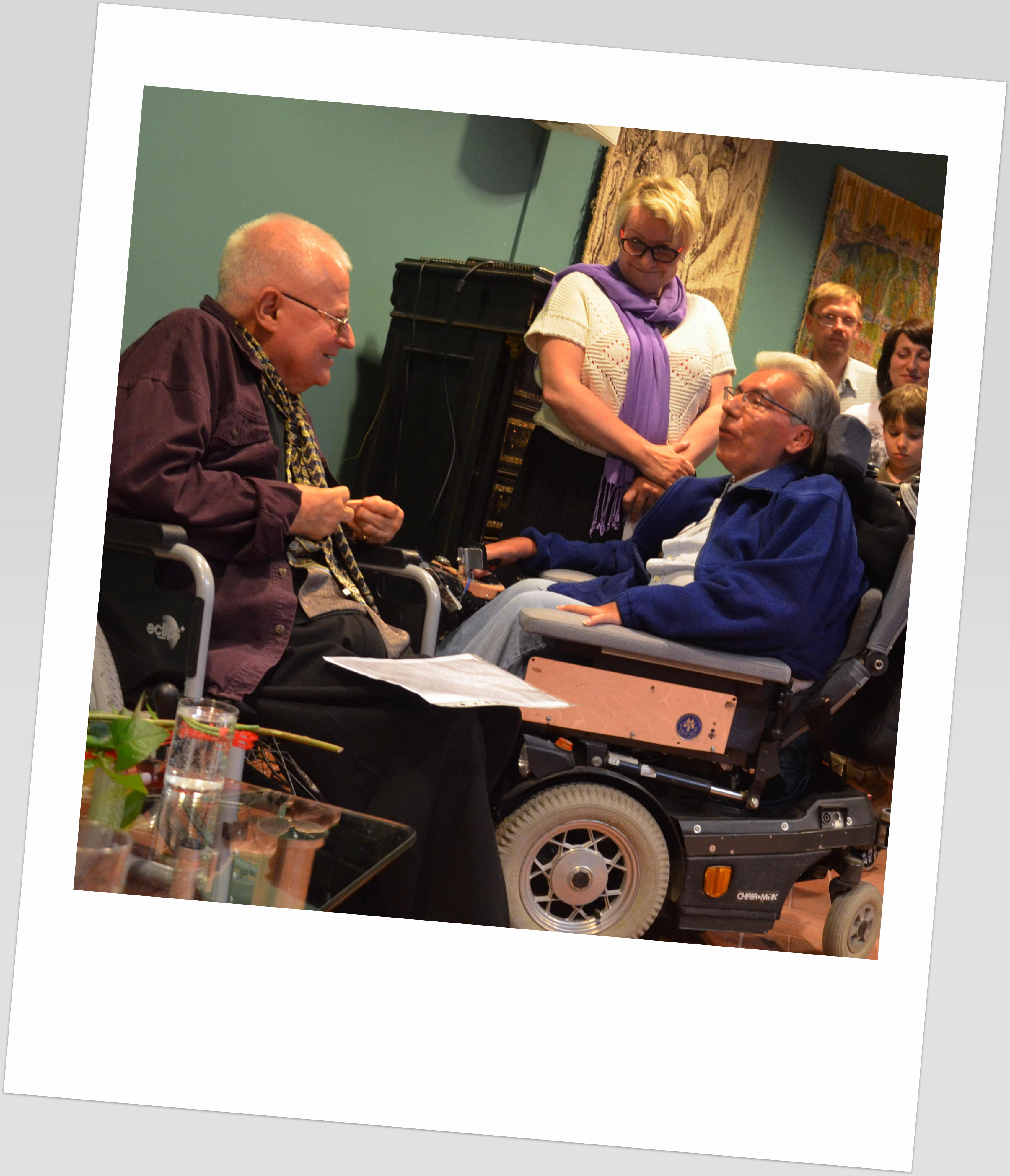
Janusz Szuber. Literaturtreffen auf der Burg
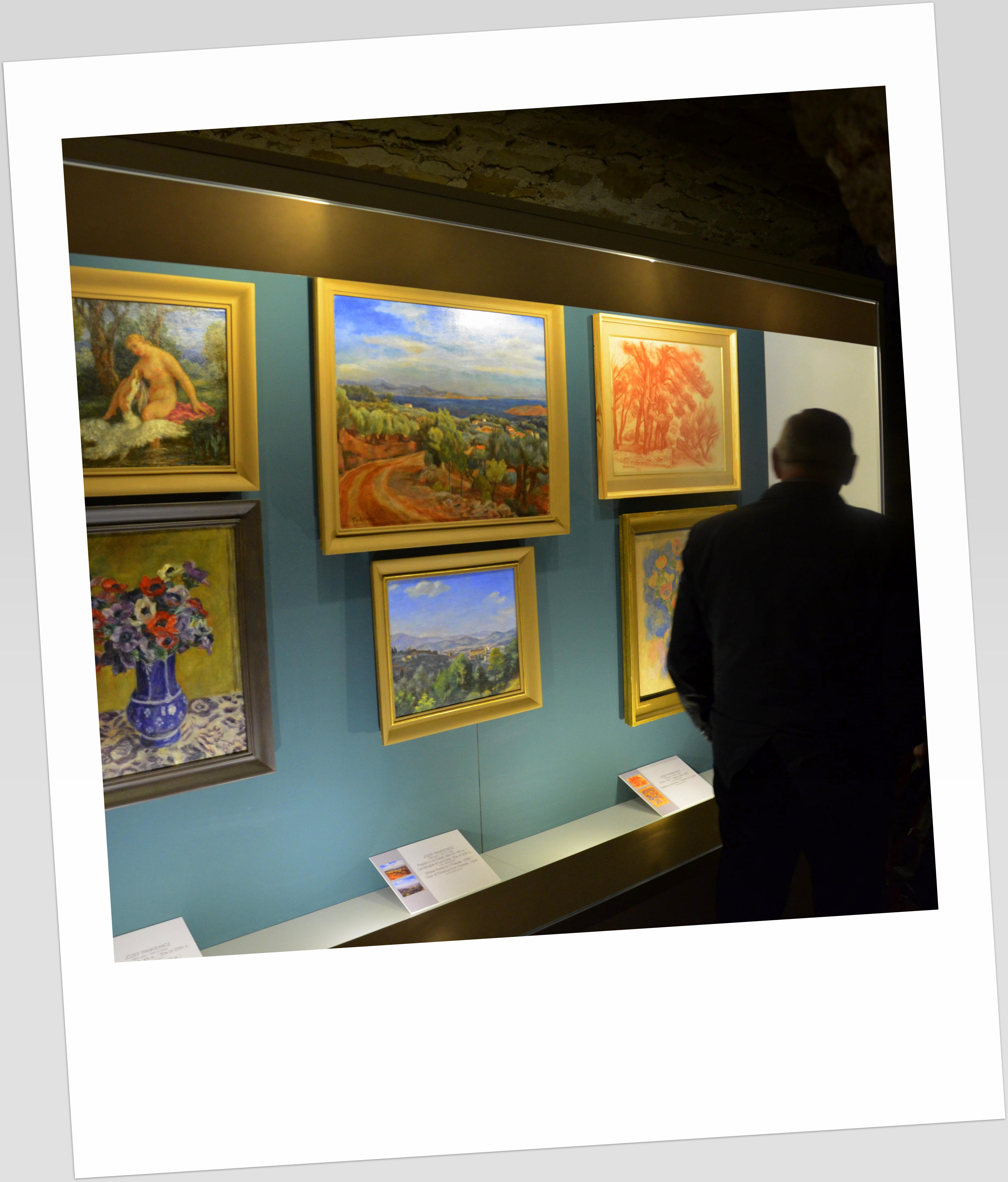
Galerie der Kunst des 20. Jahrhunderts
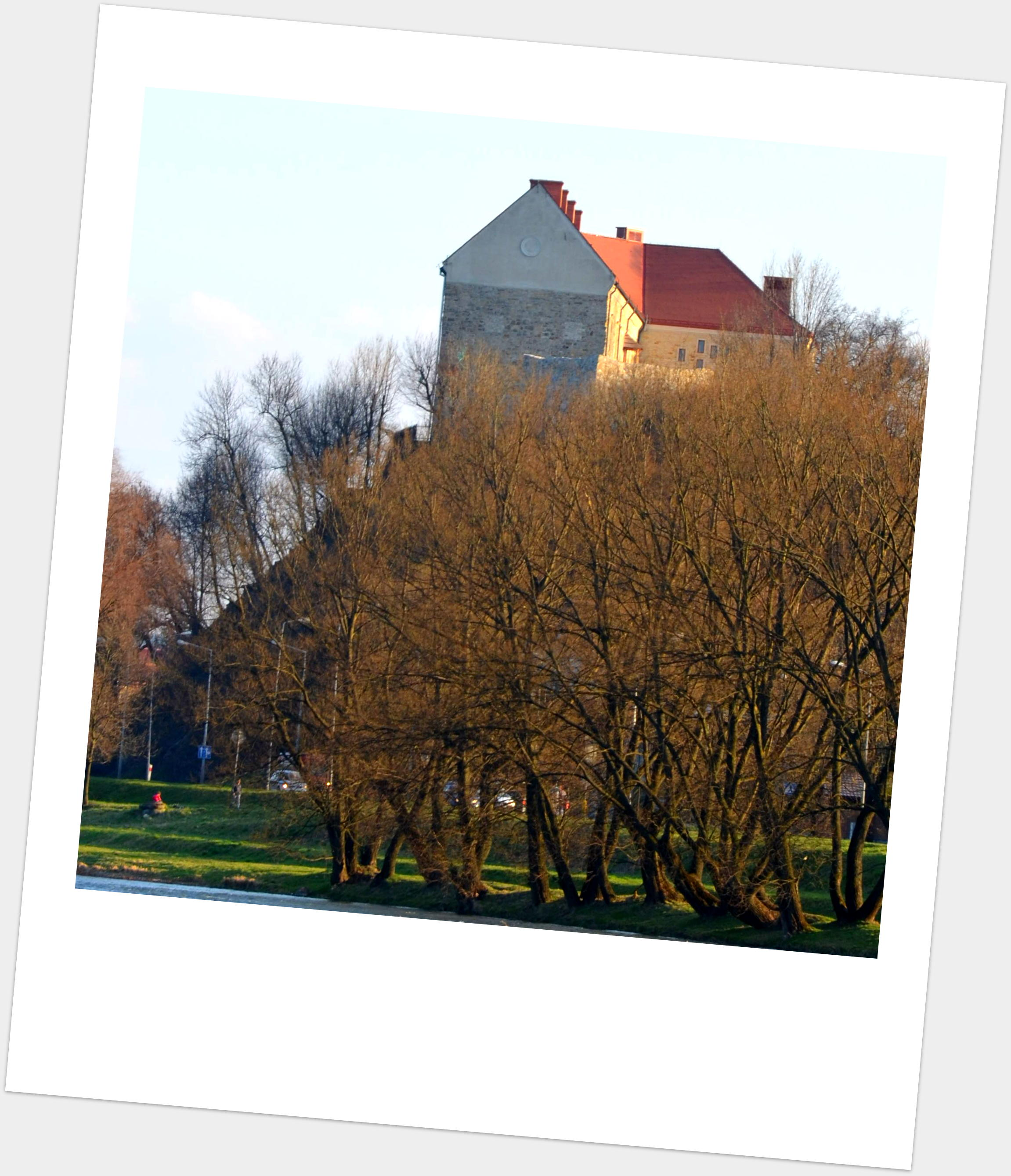
Sanoker Königsschloss (Nord-West-Seite)
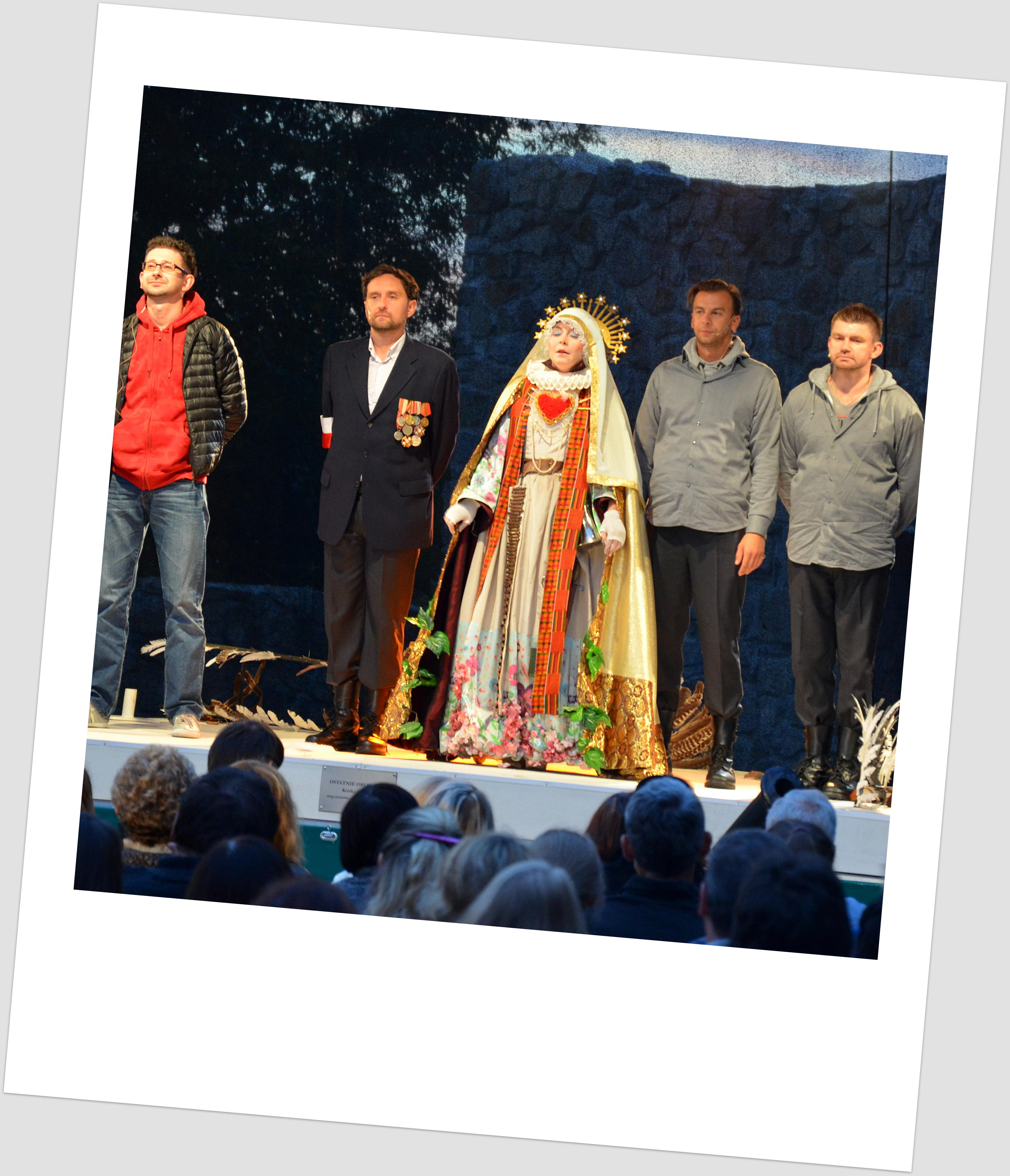
Bagatela Theater auf dem Sanok Schloss
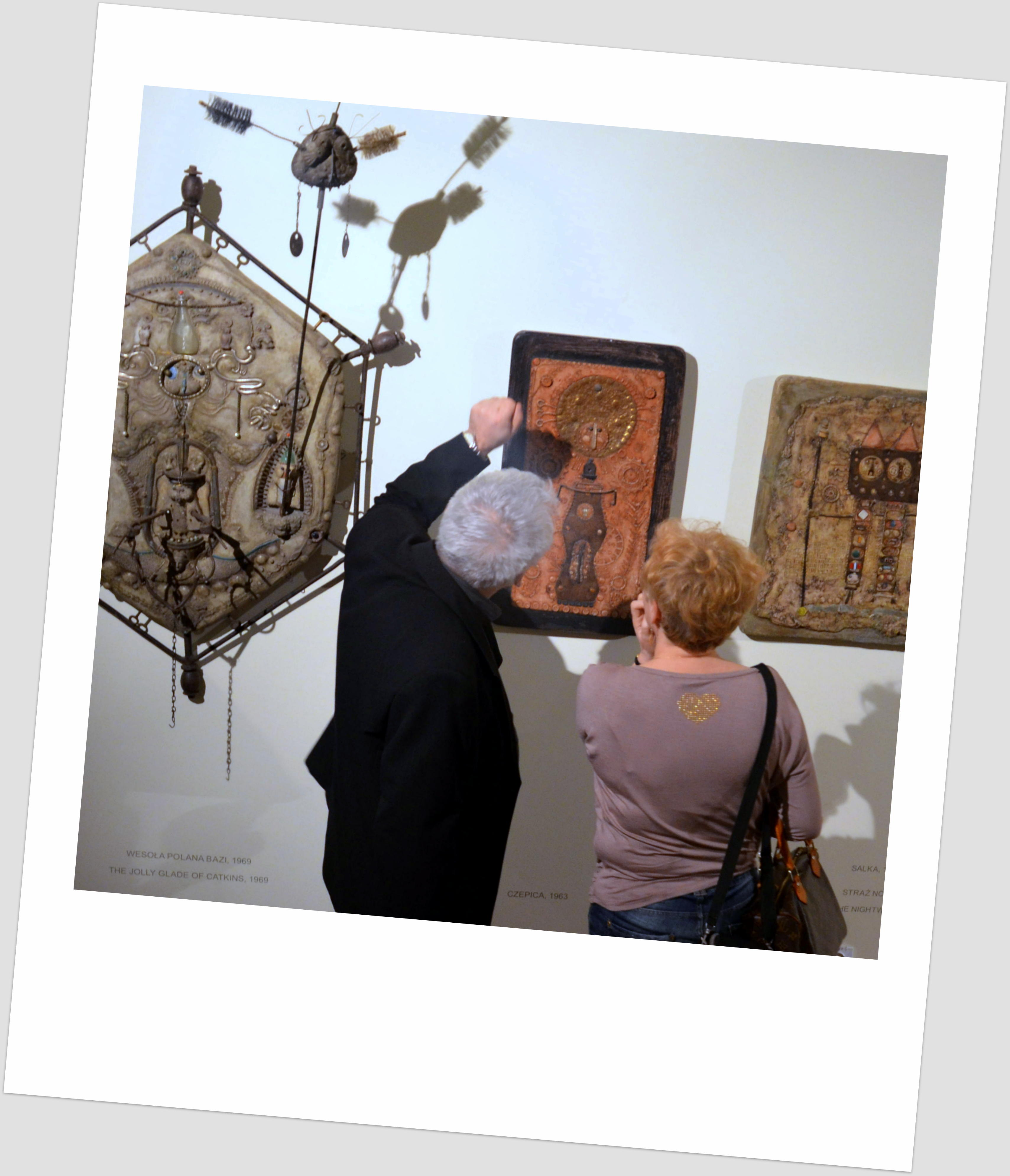
Eröffnung der Galerie Marian Kruczek mit der Ausstellung (2014)